# Kirkkosaari (ö i Kjulo)
Kirkkosaari (finska: Luoto) är en ö i Finland. Den ligger i Kjulo kommun i den ekonomiska regionen  Raumo  och landskapet Satakunta, i den sydvästra delen av landet, 170 km nordväst om huvudstaden Helsingfors.